# Частные капиталовложения
Частные инвестиции (частный капитал, частное инвестирование, частные капиталовложения (ЧК), англ. Private Equity) — вид активов, под которым понимается доля в капитале, пай или акции компании, не размещённые на фондовой бирже (бирже ценных бумаг).

## Категории частных инвестиций
Инвестиции в ЧК делятся на несколько категорий:
- Финансируемый выкуп (выкуп) — компания меняет состав акционеров с увеличением финансового рычага, что позволяет капитализировать экономию на источниках средств, заменяя более дорогой собственный капитал заемными средствами.
- Венчурный капитал (венчурные инвестиции) — вложение средств в компании, находящиеся на начальном этапе своего развития (стартап), связанные с высокой потенциальной доходностью и высоким же уровнем риска.
- капитал роста (см. англ. Growth capital) — вхождение в капитал относительно зрелых компаний с целью вывода этих компаний на новые рынки, расширения их деятельности или совершения значительных приобретений, без перехода контроля за бизнесом.